# Гаузенштейн, Вильгельм
Вильгельм Гаузенштейн (нем. Wilhelm Hausenstein; 17 июня 1882, Хорнберг (Шварцвальд) — 3 июня 1957, Мюнхен) — немецкий историк, историк культуры, искусствовед, писатель, публицист и дипломат. Выступал против национал-социализма и антисемитизма в Германии и за франко-германское сотрудничество после Второй мировой войны. Был первым послом Германии во Франции после Второй мировой войны.

## Биография
Отец будущего политика, Вильгельм Гаузенштейн старший, был налоговым чиновником в Великом герцогстве Баденском; он умер, когда его одноимённому сыну было девять лет. Мать Гаузенштейна Клара, урождённая Бауман, была родом из Хорнберга. Вильгельм Гаузенштейн младший учился в гимназии в Карлсруэ, затем, получив аттестат в 1900 году, в Гейдельбергском, Тюбингенском и Мюнхенском университетах изучал классическую филологию, философию, теологию, историю искусства, экономику и историю. В 1901 году, во время пребывания в Бельгии, работал частным репетитором в семье живописца Густава Шёнлебера. В 1905 году он получил докторскую степень за диссертацию, выполненную под руководством Карла Теодора фон Хейгеля, о воссоединении Регенсбурга с Баварией в 1810 году. В 1906 году он в течение шести месяцев читал лекции бывшей королеве Обеих Сицилий Марии Баварской, находившейся в изгнании в Париже.
В 1907 году вступил в социал-демократическую партию (ушёл в отставку в 1919 году) и принимал активное участие в рабочем образовательном движении «Вперёд» (Vorwärts). В 1908 году он женился на Марге Шрёдер, приёмной дочери бременского торговца.
Во время Первой мировой войны Гаузенштейн не был призван на военную службу по состоянию здоровья. Поскольку в 1915 году он опубликовал сочинение «Бельгия — заметки» (Belgien — Notizen), которое также включало главу «Экономика и политика» (Wirtschaft und Politik), он считался экспертом по Бельгии и был делегирован в Генерал-губернаторство Бельгии, немецкую администрацию оккупированной страны. С января 1916 года он был редактором немецко-бельгийского ежемесячника «Belfried», основанного Антоном Киппенбергом.
В 1916 году Гаузенштейн познакомился в Брюсселе с Алисой Маргаритой (Марго) Кон (1890—1997). Муж Маргариты, Ричард Липпер, умер в военном госпитале 22 ноября 1916 года. В конце октября 1917 года, после того как его служба в Брюсселе закончилась, Гаузенштейн вернулся в Мюнхен, начал работать в «Мюнхенской газете» (Zeitung Münchner) и в то же время стал внештатным сотрудником «Frankfurter Zeitung». Марго порвала со своей семьёй и последовала за ним в Мюнхен. 5 мая 1919 года он женился на Марго. Свидетелями были Эмиль Преториус и Райнер Мария Рильке. В 1932 году семья переехала в Тутцинг на озере Штарнберг.
В 1926 году Гаузенштейн опубликовал обширную статью о стиле барокко в Советской энциклопедии. После того, как национал-социалисты 14 апреля 1933 года пришли к власти, политическая полиция вынудила Гаузенштейна уйти с должности члена редакционной коллегии «Мюнхенских последних новостей» (Münchner Neuesten Nachrichten). 24 ноября 1936 года Гаузенштейн был исключён из Литературной палаты Рейха (Марго, жена Гаузенштейна, была еврейкой). Ему больше не разрешалось издавать книги, поскольку он отказался называть современные произведения вырожденческим искусством и вычёркивать имена еврейских художников из истории искусства. В 1943 году он также был исключён из Имперской палаты печати. В результате он потерял работу и ему была запрещена любая журналистская деятельность.
После окончания войны оккупационные власти США в 1945 году предложили Вильгельму Гаузенштейну должность главного редактора «Süddeutsche Zeitung»; Гаузенштейн отклонил это предложение из-за слабого здоровья и собственных литературных планов.
В 1949 году он вместе с 48 другими писателями (в том числе Адольфом Гримме, Эрихом Кестнером и Мари Луизой Кашниц) основал Немецкую Академию языка и поэзии.
В 1950 году по личной просьбе Конрада Аденауэра он отправился в Париж в качестве генерального консула вновь образованной Федеративной Республики Германии. Затем он стал временным поверенным в делах и, наконец, первым послом Федеративной Республики. В начале 1955 года Гаузенштейн вышел на пенсию; его преемником стал Фоллрат фон Мальцан.
Гаузенштейн написал около восьмидесяти книг на различные темы из истории скульптуры, книги по искусству и путешествиям, рассказы, а также мемуары. Его военный дневник считается одним из самых впечатляющих документов о разрушении Мюнхена во время Второй мировой войны. Гаузенштейн также трудился в качестве переводчика; известны его переводы стихов Бодлера.
В круг его друзей входили Пауль Клее, Аннет Кольб, Альфред Кубин, Райнер Мария Рильке, Карл Валентин, Альберт Вайсгербер, Франц Йозеф Шёнинг и Теодор Хойс. Он также встретил Вайсгербера и Хойса в Париже. После ранней смерти Вайсгербера во время Первой мировой войны в 1915 году Гаузенштейн написал его биографию. Гаузенштейн занимал несколько должностей и с 1950 года был президентом Баварской академии изящных искусств. Он также стал кавалером ордена Почётного легиона в 1955 году.
Скончался от сердечного приступа 3 июня 1957 года и был похоронен на кладбище Богенхаузен в Мюнхене.
В ноябре 2001 года было основано Общество Вильгельма Гаузенштейна (Wilhelm-Hausenstein-Gesellschaft), дабы сохранить память о нём и содействовать исследованиям и распространению его трудов. С этой целью каждые два проводятся Симпозиумы Вильгельма Гаузенштейна в Хорнберге.

## Основные труды
1905: Воссоединение Регенсбурга с Баварией в 1810 году (Die Wiedervereinigung Regensburgs mit Bayern im Jahre 1810)
1910: Крестьянин Брейгель. Монография о художнике (Der Bauern-Bruegel (sein erstes Buch); Monografie über den Maler)
1911: Нагота в искусстве всех времён (Der nackte Mensch in der Kunst aller Zeiten)
1911: Рококо, французские и немецкие иллюстраторы восемнадцатого века (Rokoko, Französische und deutsche Illustratoren des achtzehnten Jahrhunderts, Piper, München. 3. Aufl. 1918)
1912: Социология искусства. Образ и сообщество (Soziologie der Kunst. Bild und Gemeinschaft)
1912: Великие утописты: Фурье — Сен-Симон — Оуэн) (Die großen Utopisten: Fourier — Saint-Simon — Owen)
1914: Живопись, скульптура, рисунок. Изобразительное искусство современности (Malerei, Plastik, Zeichnung. Die bildende Kunst der Gegenwart)
1914: О художнике и его душе (Vom Künstler und seiner Seele)
1915: Бельгия — Заметки (Belgien — Notizen)
1918: Альберт Вайсгербер, памятная книга, изданная Мюнхенским Новым Сецессионом (Albert Weisgerber, ein Gedenkbuch, Herausgegeben von der Münchener Neuen Sezession)
1919: Изенгеймский алтарь работы Маттиаса Грюневальда (Der Isenheimer Altar des Matthias Grünewald)
1919: Дух барокко (Geist des Barock)
1919: Об экспрессионизме в живописи (Über Expressionismus in der Malerei)
1920: Экзотика (Exoten)
1921: Кайруан, или История живописца Клее и искусства этого века (Kairuan oder eine Geschichte vom Maler Klee und von der Kunst dieses Zeitalters)
1922: Варвары и классики. Книга скульптуры экзотических народов (Barbaren und Klassiker. Ein Buch von der Bildnerei Exotischer Völker)
1923: Джотто (Giotto)
1928: История искусства (Kunstgeschichte)
1932: Европейские столицы (Europäische Hauptstädte)
1936: Книга детства (Buch einer Kindheit)
1947: Встречи с изображениями (Begegnungen mit Bildern)
1947: Вечный свет. Сумма жизни с этого времени (Lux Perpetua. Summe eines Lebens aus dieser Zeit)
1949: Что означает современное искусство (Was bedeutet die moderne Kunst)
1948: Диалог о Дон Кихоте (Zwiegespräch über Don Quijote)
1958: Любовь к Мюнхену (Liebe zu München)
1961: Воспоминания о Париже (Pariser Erinnerungen)
1968: Фридрих Бентманн: Воспоминания юности и путевые зарисовки (Friedrich Bentmann (Hrsg.): Jugenderinnerungen und Reiseskizzen)

## Переводы на русский язык
- Опыт социологии изобразительного искусства / Пер. с нем. Е. В. Александровой. С предисл. проф. В. М. Фриче. — [М.] : Новая Москва, 1924. — 80 с.
- Искусство и общество / Пер. с нем. А. Ш. Мароз. — М. : Новая Москва, 1923. — 336, [4] с.:ил., XXIV л. ил.